# Гетьманська вулиця (Конотоп)
Вулиця Гетьманська — вулиця міста Конотоп Сумської області.

## Розташування
Вулиця розташована в центральній частині сучасного міста. Пролягає від вулиці Лазаревського до вулиці Братів Лузанів.

## Історія
У XVIII — ХІХ століттях на території вулиці були розташовані міські кладовища.

## Пам'ятки архітектури
Приміщення дитячого садка за адресою вулиця Короленка, 4 (1937 рік) є пам'яткою архітектури.
За адресою вулиця Короленка, 6 розташована пам'ятка архітектури Будівля Школи № 5 (Конотоп) (1937 рік).
За адресою вулиця Короленка, 13/12 розташована пам'ятка архітектури Яслі — сад № 1 (1954 рік).